# Vincent Brassard
Pour les articles homonymes, voir Brassard (homonymie).
Vincent Brassard (né le 10 décembre 1919 et mort le 7 avril 1974) est un exploitant d'abattoir, fabricant et homme politique fédéral du Québec.

## Biographie
Né à Chicoutimi dans la région du Saguenay–Lac-Saint-Jean, il devint député du Parti progressiste-conservateur du Canada dans la circonscription fédérale de Chicoutimi en 1958. Il fut défait par le créditiste Maurice Côté en 1962 et par le libéral Paul Langlois en 1965.
Il est l'auteur du livre Les insolences d'un ex-député paru à Montréal en 1963.
Il est mort dans la même ville à l'âge de 54 ans.